# Franz Zeithammer
Franz Zeithammer (* 9. Juli 1939 in Saaz, Sudetenland; † 22. Dezember 2019 in Saarbrücken) war ein deutscher Messe-, Tourismus- und Kulturmanager.

## Leben
Franz Zeithammer schloss beim Stuttgarter Verlag Franckh-Kosmos eine Ausbildung als Verlagsbuchhändler ab. Er veröffentlichte dort auch ein Sachbuch mit dem Titel Zwischenstation Mond. Zuletzt war er dort als Werbeleiter tätig. Ab 1972 wurde er bei der Messe Stuttgart aktiv, zunächst als Leiter diverser Fachmessen wie der „Umwelt 72“ und Geschäftsführer der Bundesgartenschau Stuttgart 1977. 1978 wurde er zum Geschäftsführer der Messe Stuttgart gewählt. Ab 1981 war er Geschäftsführer der Messe Düsseldorf für den Bereich Auslandsmessen. 1985 wurde er Geschäftsführer der Hamburg Messe und Congress und ab 1989 Honorarprofessor für Kulturmanagement an der Hochschule für Musik und Theater Hamburg. Ab 1990 war er Präsident des Marketing-Club Hamburg.
Im Oktober 1996 wechselte er auf Einladung der SPD-Regierung ins Saarland, wo er als Multimanager die Geschäftsführung der Völklinger Hütte, der Congress-Centrum Saar, der Kontour und der Tourismuszentrale Saar übernahm, Mitarbeiter der Saarland Bau und Boden Projektgesellschaft wurde sowie den Vorstand der Stiftung Industriekultur und eine Professur für Kulturmanagement an der HBK Saar annahm. Im März 1998 legte er alle Ämter nieder. Aufgrund defizitärer Veranstaltungen, der zeitweisen Verwendung von Stiftungsvermögen für Betriebsausgaben und Handlungen außerhalb der Budgetvorgaben kam es im saarländischen Landtag zu einem Untersuchungsausschuss. Schließlich wurde er wegen Untreue verurteilt.